# Piero di Ghino Guicciardini
Piero di Ghino Guicciardini, o Pietro (Firenze, ... – 22 marzo 1369), è stato un banchiere e politico italiano.

## Biografia
Fece parte del consiglio dei Dieci per la pace tra Firenze e Pisa nel 1364, in seguito ricoprì la carica di priore delle Arti nel 1365 e quella di Gonfaloniere di Giustizia nel 1367. Per le sue imprese in guerra venne armato cavaliere.
È ricordato per la campagna di acquisti che condusse nella zona attorno alle case dei Guicciardini nel popolo di Santa Felicita in Oltrarno a Firenze. Desiderando accrescere i possedimenti di immobili per allargare la propria abitazione familiare, dopo che suo padre Simone e suo nonno Tuccio, oltre che arricchitisi molto, riuscirono a ottenere le prime importanti cariche politiche nella storia familiare.
Il suo progetto fu coronato da successo, quando riuscì ad impossessarsi dell'antica Torre dei Malefici, situata sulla via principale che usciva da Ponte Vecchio e che allora si chiamava Borgo di Piazza (oggi è via Guicciardini).
Il risultato dei suoi sforzi fu la cosiddetta Casa grande dei Guicciardini, circa la metà dell'attuale Palazzo Guicciardini, tra il sito del futuro Palazzo Salvatori e il Palazzo Benizzi, che in seguito venne acquistato dai suoi discendenti.
Si sposò due volte, la prima con Teresa Bardi, la seconda con Costanza Alamanni, dalla quale ebbe il suo unico figlio Luigi Guicciardini (m. 1402), ambasciatore e gonfaloniere di giustizia nel 1378.